# Phaolô Bùi Chu Tạo
Phaolô Bùi Chu Tạo (1909 – 2001) là một Giám mục Công giáo người Việt Nam, từng đảm nhận vai trò Giám mục chính tòa tiên khởi của Giáo phận Phát Diệm trong suốt gần 40 năm, từ năm 1960 đến năm 1998. Trước đó, ông là linh mục Giám quản Tông Tòa trong 3 năm trước khi được chọn làm Giám mục, đảm nhận vị trí Giám quản Tông Tòa của Hạt Đại diện Tông Tòa Phát Diệm. Ông được tấn phong Giám mục năm 1959 với khẩu hiệu: "Yêu thương không giả dối".
Bùi Chu Tạo sinh năm 1909 tại Ninh Bình với tên thật là Bùi Tạo trong một gia đình nông dân. Có mong muốn tu trì từ nhỏ, cậu bé Tạo được gia đình đồng ý cho theo con đường này. Trải qua thời gian dài tu học tại các chủng viện khác nhau, Bùi Chu Tạo được phong chức linh mục năm 1937.
Sau khi được truyền chức linh mục, Bùi Chu Tạo đảm nhận vai trò Giáo sư chủng viện, sau đó dưỡng bệnh từ năm 1951 đến năm 1954. Sau 1954, giáo dân cũng như linh mục suy giảm đáng kể do di cư vào Nam, kể cả Đại diện Tông Tòa Bùi Chu là giám mục Tađêô Lê Hữu Từ cũng theo giáo dân di cư. Vì vậy, Tòa Thánh chọn linh mục Bùi Chu Tạo làm Giám quản Tông Tòa Hạt Đại diện Tông Tòa Phát Diệm vào cuối năm 1956.
Ba năm sau khi đảm nhận vai trò giám quản, Tòa Thánh bổ nhiệm Bùi Chu Tạo làm Đại diện Tông Tòa Phát Diệm, danh hiệu giám mục Hiệu tòa Numida vào đầu năm 1959. Lễ truyền chức cử hành vào tháng 4 cùng năm. Cùng với việc thiết lập Hàng giáo phẩm Công giáo Việt Nam, ngày 24 tháng 11 năm 1960, ông được nâng thành Giám mục chính tòa Tiên khởi Giáo phận Phát Diệm.
Trong thời kỳ khó khăn của giáo phận, Bùi Chu Tạo gửi nhiều Thư Chung đến với các giáo dân, cổ võ học hỏi kinh bổn, trùng tu các công trình tôn giáo. Ông được đánh giá là người điền đạm, bao dung, ăn nói nhỏ nhẹ với cung giọng trầm, thâm thúy và hóm hỉnh. Ông cũng được ghi nhớ bởi cách sống giản dị của mình.

## Thân thế và tu tập
Phaolô Bùi Chu Tạo sinh ngày 21 tháng 1 năm 1909 tại Tam Châu, khi đó thuộc giáo xứ Phúc Nhạc (xã Khánh Nhạc, huyện Yên Khánh, tỉnh Ninh Bình), Giáo phận Phát Diệm. Giáo họ Tam Châu có đa số giáo dân quê gốc ở Bùi Chu. Là con cả trong một gia đình nông dân gồm có 5 trai và 2 gái, ông được đặt tên là Bùi Chu Tạo theo tên nguyên quán, do từ thời ông bà nội giám mục Tạo đến Bùi Chu lập nghiệp khi thân phụ ông còn nhỏ. Thân phụ ông là ông Giuse Bùi Liên và thân mẫu ông là bà Anna Nguyễn Thị Hợi. Gia đình ông còn có một người con thử con đường tu tập, sau đó hồi tục và lập gia đình là Simon Đạt, ông này sau đó có hai con đi tu.
Lúc cậu bé Tạo được 10 tuổi, cha mẹ cậu đưa con mình lên ở cùng linh mục Phaolô Dương Đức Liêm (sau là Tổng Đại diện giáo phận Phát Diệm) tại giáo xứ Dưỡng Diềm và Phúc Hải với mục đích làm giúp lễ. Nhận thấy cậu bé Tạo có nhiều phẩm chất phù hợp với con đường tu trì, linh mục Liêm nhận cậu bé vào học trường thử Ba Làng. Trên thực tế, cậu bé Tạo không có ý định tu trì, về kể cả gia đình cũng không có ý định này, do thể trạng cậu bé Tạo ốm yếu. Ban đầu linh mục Liêm chọn em cậu Tạo, nhưng sau đó đành chọn cậu Tạo do em cậu nghịch ngợm và bị đánh giá là không phù hợp cho việc tu trì.
Từ năm 1921 đến năm 1923, Bùi Chu Tạo theo học tại trường thử Ba Làng, sau đó về học tại Tiểu chủng viện Phúc Nhạc rồi Đại chủng viện Thượng Kiệm từ năm 1931 đến năm 1937. Năm 20 tuổi, Bùi Chu Tạo bệnh nặng, thân phụ ông nhận được báo mộng rồi được tình cờ chỉ dẫn đến thầy lang chữa khỏi bệnh. Gia đình ông tin rằng việc này là do Thiên Chúa giúp đỡ. Hai năm làm Thầy giảng giúp linh mục đỡ đầu Dương Đức Liêm, chủng sinh Tạo dạy đạo đức. Trong thời kỳ dạy học này, chủng sinh Tạo tỏ ra mình là một giáo viên gương mẫu, hiền lành nhưng không kém phần cương nghị và nghiêm khắc, có phương pháp giáo dục dựa trên tình thương.

## Thời kỳ linh mục
Kết thúc việc học tập tại Đại chủng viện, Bùi Chu Tạo được Giám mục Gioan Baotixita Nguyễn Bá Tòng phong chức linh mục tại Phát Diệm ngày 13 tháng 3 năm 1937. Sau khi được truyền chức, tân linh mục Tạo được chọn làm phó xứ Khiết Kỷ, nhưng chỉ được một tuần thì lại bổ nhiệm làm giáo sư tại Tiểu chủng viện Phúc Nhạc. Năm 1946, ông được bổ nhiệm giữ vai trò linh hướng Đại chủng viện Thượng Kiệm. Từ năm 1951, linh mục Bùi Chu Tạo đau bệnh và được cho dưỡng bệnh tại đền Đức Mẹ Cứu Giúp. Sau năm 1954, ông về nhận nhiệm sở tại Tam Châu, quê hương ông, cùng kiêm nhiệm thêm vị trí quản nhiệm tại các giáo xứ Gia Lạc, Nam Biên, Hiếu Thuận và Phúc Hải. Do gia đình khá giả và có nhiều ruộng đất, linh mục Tạo đã vào miền Nam và nhận định rằng nếu gia đình chuyển vào miền Nam thì cuộc sống sẽ tốt hơn. Gia đình ông đã làm theo đề nghị này, trong khi bản thân linh mục Tạo cũng có ý định di cư vào Nam, và hứa với gia đình về việc này. Tuy vậy, khi trở về giáo xứ, nhận thấy còn nhiều người thân quen còn khó khăn, do đó ông quyết định ở lại để hỗ trợ cho họ. Do là người ở lại, linh mục Tạo phải trông coi tài sản gia đình. Vì việc quản lý các tài sản là ruộng đất và một căn nhà lớn, trong thời cải cách ruộng đất, ông bị đấu tố và bị đưa yêu cầu bắn chết. Linh mục Tạo sau đó thoát việc bị xử tử nhưng tất cả ruộng đất và căn nhà đều bị tịch thu.
Ngày 30 tháng 11 năm 1956, Tòa Thánh chính thức bổ nhiệm đảm trách vai trò linh mục Giám quản Tông tòa Phát Diệm giữa lúc giáo phận Phát Diệm đầy biến cố phức tạp, giám mục Đại diện Tông Tòa Tađêô Lê Hữu Từ đã di cư vào Nam. Cuộc di cư 1954 để lại trong giáo phận những khoảng trống: số linh mục di cư phần lớn, số lượng giáo dân cũng di cư hơn một nửa: giáo dân còn 50.000 trên tổng số 110.000, linh mục còn 34 trên tổng số 158 cùng với một số rất ít thầy giảng và nữ tu. Con số thống kê khác cho rằng, sau di cư 1954, Địa phận Phát Diệm còn lại 58.900 giáo dân trên 138.900, linh mục còn 33 trên tổng số 152. Ông chính thức rời giáo xứ Tam Châu, nhậm chức Giám quản vào ngày 25 tháng 1 năm 1957. Trong lễ nhậm chức Giám quản Tông Tòa, Giám mục Bùi Chu Tạo mặc áo chùng thâm viền tím, đội mũ giám mục, đeo nhẫn (giám mục), cầm gậy mục tử và nhận Tòa giám mục tại nhà thờ chính tòa. Trong số các phẩm phục [vốn dành cho giám mục], ông không đeo thánh giá đeo ngực do không có chức giám mục.
Trong Thư Chung đầu tiên gửi toàn Địa phận đề ngày 25 tháng 1 năm 1957, Bùi Chu Tạo cho biết, ông biết mình kèm tài và sức yếu nên đã hết lời từ chối quyết định của Tòa Thánh. Tuy vậy, cuối cùng ông cũng phải tuân theo chỉ thị. Trong thư, ông cũng đề cập đến niềm tin vào việc quản lý địa phận thông qua việc ví địa phận với con thuyền chở Giêsu cùng đoàn chiên và tin tưởng với bất kỳ tay lái tàu nào cũng an lòng vì có Chúa ở bên.
Sau khi trở thành giám quản Phát Diệm, Bùi Chu Tạo bổ nhiệm linh mục Phaolô Nguyễn Quang Thiều làm thư kí. Linh mục Thiều cùng vị giám quản quyết định thực hiện các chuyến thăm mục vụ một số giáo xứ trong địa phận Phát Diệm. Cũng trong dịp này, Bùi Chu Tạo yêu cầu linh mục Thiều nói rõ quan điểm về Ủy ban liên lạc toàn quốc những người Công giáo Việt Nam yêu tổ quốc yêu Hòa bình. Sau khi thực hiện đề nghị này, nhà cấm quyền quyết định không chấp nhận cho linh mục Thiều đi cùng giám quản Bùi Chu Tạo. Sau làn sóng di cư, việc quản trị Địa phận càng thêm khó khăn khi thiếu hụt giáo sĩ, Đại Chủng viện Thượng Kiệm bị giải thể, dòng Mến Thánh Giá Phát Diệm di cư phần lớn. Nhận thấy điều này, linh mục Giám quản Bùi Chu Tạo quyết định gửi các chủng sinh đi học ở Hà Nội; nhận lớp đệ tử mới vào Nhà Thử, Nhà Tập cho Hội dòng Mến Thánh Giá Phát Diệm coi sóc, bày tỏ lập trường quan tâm chăm sóc đến giáo dân. Những việc linh mục Tạo làm gây ấn tượng với Khâm sứ Tòa Thánh John Dooley, và ông này đã quyết định chọn và xin Tòa Thánh bổ nhiệm Bùi Chu Tạo làm giám mục.

## Giám mục

### Giám quản Tông Tòa, thăng giám mục Tiên khởi Phát Diệm
Ngày 24 tháng 1 năm 1959, Tòa Thánh loan báo chọn linh mục giám quản Phaolô Bùi Chu Tạo làm Giám mục Giám quản Tông Tòa Phát Diệm với danh nghĩa giám mục hiệu tòa Numidia. Việc bổ nhiệm gặp khó khăn, do linh mục Bùi Chu Tạo tìm nhiều lý do tránh né nhận chức vụ này với Khâm sứ Tòa Thánh Dooley. Ngày 26 tháng 4 năm 1959, Tân giám mục được tấn phong Giám mục tại Nhà thờ chính tòa Hà Nội bởi Giám mục Đại diện Tông tòa Hạt Đại diện Tông Tòa (Địa phận) Hà Nội Giuse Maria Trịnh Như Khuê. Tham gia lễ truyền chức có 3 linh mục và một số giáo dân Phát Diệm ở Hà Nội. Sau lễ tấn phong được nhận định là đột ngột này, tình hình tôn giáo tại Việt Nam trở nên căng thẳng, Khâm sứ Tòa Thánh Dooley bị trục xuất.
Việc thành lập hàng giáo phẩm Việt Nam được Giáo hoàng Gioan XXIII ký sắc chỉ Venerabilium Nostrorum tuyên bố vào ngày 26 tháng 11 năm 1960. Thông tin sắc chỉ cho biết, Tòa Thánh nâng các Hạt Đại diện Tông Tòa (Địa phận) tại Việt Nam lên hàng Giáo phận, đồng thời bổ nhiệm các Giám mục chính tòa Tiên khởi cho các Giáo phận mới này. Sắc chỉ được công bố tại Việt Nam sau đó vào ngày 8 tháng 12 cùng năm. Cùng với các giám mục khác, giám mục Giám quản Địa phận Phát Diệm Bùi Chu Tạo được chọn làm Giám mục chính tòa Tiên khởi Giáo phận Phát Diệm. Sau khi tin vui này được công bố, nhiều nghi lễ trọng thể được cử hành tại Việt Nam. Ông là vị giám mục chính tòa giáo phận Phát Diệm đầu tiên xuất thân từ chính giáo phận này.

### Quản lý giáo phận
Sau khi nằm quyền quản lý giáo phận, các linh mục lớn tuổi ở lại sau di cư dần dần qua đời. Tuy vậy, việc đào tạo chủng sinh lại mờ mịt. Chính sách gửi chủng sinh đi Hà Nội tu học đình trệ vì chủng viện Hà Nội lại bị giải tán. Ngoài các nữ tu dòng Mến Thánh Giá Phát Diệm đi sơ tán, các nữ tu còn lại gặp nhiều khó khăn. Năm 1968, loạt bom Mỹ phá hoại đã giết chết Nữ tu Bề trên và bốn nữ. Cơ sở Nhà dòng cũng bị tàn phá. Trong tình cảnh này, Nhà thờ chính tòa Phát Diệm đắp luỹ đất tránh bom đạn và cho sơ tán lễ Chúa nhật về các giáo họ lẻ. Tháng 8 năm 1972, bom Mỹ phá hoại Nhà thờ chính tòa Phát Diệm cách nặng nề. Lo sợ ảnh hưởng đến phần cung thánh sơn song thiếp vàng, giám mục Bùi Chu Tạo quyết định tái thiết ngay sau đó. Công việc cũng được giới giáo sĩ và giáo dân ủng hộ nhiệt tình, nhiều trường hợp đến hỗ trợ không công. Việc tái thiết hoàn thành 2 năm sau đó. Sau quá trình trùng tu, về sau nhà nước Việt Nam công nhận quần thể này là "Di tích lịch sử văn hóa quốc gia".
Tháng 5 năm 1974, giám mục phó Giuse Lê Quý Thanh, người mà giám mục Bùi Chu Tạo thỉnh cầu Tòa Thánh làm người kế vị được bổ nhiệm năm 1964, qua đời. Mất mát này làm cho ông lâm bệnh trong vài năm. Sau sự ra đi giám mục Thanh, giám mục Tạo quyết định ra Thư chung gửi tín hữu Công giáo giáo phận với nội dung kêu gọi các thanh niên có học thức đi theo con đường tu trì đồng thời xin chính quyền cho giảng dạy theo phương pháp hàm thụ để giáo phận có thêm linh mục. Bùi Chu Tạo cũng xin giáo dân cầu nguyện đến giáo phận có tân giám mục phó. Tòa Thánh bổ nhiệm tân giám mục phó Giuse Nguyễn Thiện Khuyến, tấn phong năm 1977. Tháng 3 năm 1980, hai linh mục đầu tiên của giáo phận được truyền chức, là lần truyền chức linh mục đầu tiên sau năm 1954. Năm 1982, thêm 2 linh mục được truyền chức và 7 linh mục được công khai hóa vai trò linh mục trước đó đã mật phong.
Tháng 12 năm 1981, giám mục phó Nguyễn Thiện Khuyến qua đời. Việc cả hai giám mục phó thời giám mục Bùi Chu Tạo qua đời trước ông, khiến giám mục Tạo đổ bệnh kéo dài trong vài năm. Tháng 6 năm 1984, Giám mục Tạo bổ nhiệm linh mục Phaolô-Tịnh Nguyễn Quang Thiều làm linh mục Tổng đại diện Giáo phận Phát Diệm. Năm 1985, tình hình tôn giáo căng thẳng khi linh mục Hồng Phúc, linh mục thân tín của Bùi Chu Tạo bị đưa đi quản chế, ông tuyên bố:"Tuổi già của tôi ước mong có gậy chống, nào ngờ Nhà nước bắt cha Phúc đi quản chế. Án thì cha Phúc nhận, còn đòn thì chủ đánh vào tôi!" Chính sách tôn giáo kể từ năm 1986 dịu nhẹ đi, do xu thế chung của thế giới. Năm 1988, Tòa Thánh bổ nhiệm tân giám mục phó Nguyễn Văn Yến, tấn phong tháng 12 năm 1988. Giám mục Bùi Chu Tạo đến thăm Tòa Thánh ba lần vào năm 1980 (đồng thời đến thăm Hungary và Liên Xô, kéo dài 8 tháng), 1990 (Ad Limina) và 1996. Năm 1990, Bùi Chu Tạo tổ chức kỷ niệm 100 năm mừng Nhà thờ Chính toà Phát Diệm và xin ơn toàn xá từ Tòa Thánh, đưa ra ý tưởng tổ chức các giáo xứ hành hương về giáo phận. Về sau, ý tưởng này đã lan rộng tại các giáo phận tại Việt Nam. Ông cũng kiêm nhiệm vai trò giám quản Tông Tòa Giáo phận Thái Bình thời gian ngắn trong năm 1990. Trong dịp kỷ niệm Ngọc khánh linh mục, Bùi Chu Tạo được ca ngợi với danh hiệu: "Mục tử hiền lành, chủ chăn can đảm".
Vì điều kiện khó khăn, trong nhiều năm, giám mục Bùi Chu Tạo không thể thực hiện các chuyến thăm mục vụ. Để thay thế các chuyến đi này, ông quyết định soạn thảo các Thư chung vào các dịp khác nhau trong năm nhằm khuyến khích giáo dân sống đạo. Giám mục Tạo quan tâm đến giới gia trưởng vì quan niệm họ có trách nhiệm giáo dục con cái. Chính vì vậy, năm 1990 ông cho thành lập Hội gia Trưởng nhằm mục đích hỗ trợ các gia đình sống đạo, tạo nội quy 5 điều cho in trên lịch giáo phận, quy định thứ tư đầu tháng là ngày các gia trưởng cầu nguyện cho các gia đình. Trên thực tế, Giám mục Bùi Chu Tạo cũng bị quản chế, và chỉ được phép cử hành lễ tại Tòa giám mục Phát Diệm và nhà thờ chính tòa Phát Diệm, trong khi không được phép đến thăm các giáo xứ trong giáo phận.
Nói về việc giáo dục Công giáo, Bùi Chu Tạo cho in sách Kinh Bổn nhiều lần và bán với giá rẻ nhằm khích giáo dân học kinh bổn, khuyến khích các giáo xứ, giáo họ tổ chức các cuộc thi Kinh bổn cho giáo dân đặc biệt là các thanh thiếu niên. Ngoài ra, ông cũng khai mở các lớp đào tạo giáo lý viên và huấn luyện giáo chức. Ngoài việc trùng tu nhà thờ lớn và Hội Quán, ông còn hỗ trợ trùng tu các công trình tôn giáo khác nhau, ủy nhiệm cho Giám mục Phó Giuse Nguyễn Văn Yến xây dựng Nhà Nguyện tại Tòa giám mục, nhà xứ Phát Diệm và một số công trình khác.
Trong thời kỳ khó khăn của giáo phận, Bùi Chu Tạo đã đào tạo và truyền chức 24 linh mục. Trong thời kỳ 1954 đến 1980, giáo phận Phát Diệm chỉ được phép truyền chức hai linh mục mới, và 2 vị nữa năm 1982. Năm 1995, giáo phận có thêm 7 linh mục. Chính vì những khó khăn này, linh mục đoàn giáo phận Phát Diệm chỉ có khoảng 10 linh mục, vì các linh mục lớn tuổi, qua đời và bị quản chế. Tình trạng thiếu linh mục để thực hiện các việc mục vụ là phổ biến. Sau những chính sách cởi mở về tôn giáo, giám mục Tạo cho các chủng sinh học tại Chủng viện tại Hà Nội. Giám mục Tạo cũng góp phần tái thiết dòng Mến Thánh Giá Phát Diệm. Trong thời kỳ giám mục của Bùi Chu Tạo, do hoàn cảnh chiến tranh, các linh mục thiếu hụt trầm trọng. Hầu hết các xứ, họ điều không có linh mục cai quản. Để bù đắp việc này, ông đã tái tổ chức phong trào Hội Thánh Thể tại các giáo xứ, ban nhiều đặc ân cho những ai vào Hội Thánh Thể, cổ võ việc chầu Mình Thánh, đặc biệt trong ngày chầu lượt của các giáo xứ.
Bùi Chu Tạo là một con người giản dị trong sinh hoạt tới việc ăn mặc. Căn phòng của giám mục Tạo gồm một chiếc giường trải chiếu cùng một bộ bàn ghế mộc mạc. Bữa ăn của ông thường ngày cũng chỉ là rau mắm. Bản thân giám mục Tạo cũng tự giặt giũ quần áo và tự tay thu dọn phòng riêng. Thời kỳ trước năm 1972, ông chỉ có ba bộ quần áo, kể cả đồ ngủ, tuy vậy, ông vẫn chia sẻ bộ đồ ngủ cho người hành khất khi thấy người này quần áo rách rưới. Khi thời tiết trở nên lạnh giá, giám mục Tạo chỉ sử dụng bình đựng nước nóng để chườm tay chân, không yêu cầu các tiện nghi khác. Trong sinh hoạt thường ngày, ông thức dậy vào lúc 2 giờ sáng và cầu nguyện trước Thánh Thể. Sau giờ cầu nguyện, ông cử hành lễ. Ngoài ra, ông cũng có thói quen đọc các Giờ Kinh Phụng vụ trước Thánh Thể.
Cai quản giáo phận trong thời kỳ khốn khó, bị hạn chế đi lại và những chỉ trích của giáo dân và những người thân thuộc, Bùi Chu Tạo giữ thái độ điềm đạm và bao dung. Ông cho rằng họ bị thúc ép làm theo sự sai bảo nào đó. Ông được đánh giá có cách ăn nói nhỏ nhẹ, giọng trầm, rành rọt, thâm thúy pha lẫn hóm hỉnh. Dáng người nhỏ nhắn, yếu ớt, ánh mắt nhân hậu, hiền lành không sắc sảo và có khả năng đọc vị lòng người. Đối với chính quyền địa phương, giám Tạo có lối đối xử lịch thiệp, khi nhún nhường lúc kiên trì cương nghị. Đặc biệt, ông được ghi nhận về lòng bác ái, luôn tham gia, hỗ trợ chính quyền khi xảy ra nạn đói, bão lụt và tìm lợi ích cho dân chúng. Dù cũng trong hoàn cảnh khó khăn, Giám mục Bùi Chu Tạo yêu cầu linh mục Quản lý hỗ trợ người dân gặp khó khăn, chính vì vậy những năm xảy ra nạn đói, có nhiều người ăn xin đến với Tòa Giám mục Phát Diệm (Nhà Chung). Với lòng yêu thiên nhiên, ông quyết định không cho dùng súng hơi vào săn chim tại khu vực Tòa Giám mục.
Thời kỳ làm giám mục Phát Diệm, Bùi Chu Tạo đã truyền chức cho lần lượt ba giám mục phó. Đầu tiên là truyền chức cho giám mục Giuse Lê Quý Thanh năm 1964. Giám mục Thanh qua đời năm 1974, Giám mục Tạo lại xin Tòa Thánh bổ nhiệm giám mục phó. Tân giám mục phó Giuse Nguyễn Thiện Khuyến được truyền chức năm 1979. Trải qua nhiều khó khăn, giám mục Khuyến cũng qua đời năm 1981. Việc các giám mục Phó với mục đích kế vị lần lượt qua đời làm Bùi Chu Tạo trở bệnh nhiều năm. Sau đó ít năm, Tòa Thánh bổ nhiệm tân giám mục phó Giuse Nguyễn Văn Yến vào năm 1988.

### Những năm cuối đời
Tháng 7 năm 1996, Bùi Chu Tạo xuất hiện các triệu chứng bệnh: mắt cộm, nhức mỏi và tăng huyết áp. Nhận được thư từ Đức Ông Phaolô Giuse Tịnh Nguyễn Quang Thiều gửi, ngày 16 tháng 7, Hồng y – Tổng giám mục Hà Nội Phaolô Giuse Phạm Đình Tụng gọi điện thuyết phục giám mục Tạo đi chữa bệnh. Ngay hôm sau, ông đến Tòa giám mục Hà Nội. Ngày 22 tháng 7, triệu chứng bệnh của Bùi Chu Tạo có chuyển biến xấu: xuất hiện khối u ở vùng đại tràng. Sau khi xét nghiệm tại bệnh viện Bạch Mai, vị giám mục Bùi Chu được chẩn đoán bệnh Phồng động mạch chủ bụng và có nguy cơ gây tử vong cao. Bệnh tình của Bùi Chu Tạo rất nghiêm trọng: đoạn động mạch chủ phồng ở đoạn tách hai, khu vực ngay sát với thận, với trình độ hiện tại tại Việt Nam thì gần như không thể phẫu thuật. Giám mục Tạo quyết định dưỡng sức về Phát Diệm lần cuối, từ chối đến bệnh viện Việt Đức chữa trị.
Sau khi được thuyết phục, Bùi Chu Tạo quyết định nghe lời khuyên vào bệnh viện Việt Đức chữa trị. Việc đầu tiên khi đến bệnh viện, Bùi Chu Tạo quyết định tặng bệnh viện một máy lạnh. Sau nhiều xét nghiệm, giáo sư bác sĩ Đặng Hanh Đệ, chủ nhiệm khoa Ngoại đến khám trực tiếp cho ông và quyết định mổ ngày 12 tháng 8 năm 1996. Sau khi tin tức loan truyền đi khắp nơi, trong ngoài giáo phận Phát Diệm và cả các hội đoàn cầu nguyện cho giám mục Tạo. Tin tức cũng lan đến với các Đức Ông đang phục vụ tại Vatican, và họ có đề nghị xem xét tình hình để chuyển sang Roma chữa trị. Ca mổ thành công, Bùi Chu Tạo khỏe lại nhanh chóng.
Sau khi mổ ít tháng thì Bùi Chu Tạo thăm Hà Nội và Rôma, gặp Giáo hoàng Gioan Phaolô II. Nhân dịp đi châu Âu, ông cũng đến thăm Pháp và Đức. Tại Pháp, ông hành hương đến địa điểm Đức Mẹ Lộ Đức và cử hành lễ tại Bàn thờ nơi Hang đá, nơi theo kể lại là bà Maria đã hiện ra với bà Bernadette Soubirous. Sau hành trình một tháng rưỡi, ông về Việt Nam ngày 18 tháng 1 năm 1997. Trong Thư chung gửi tín hữu sau đó, Bùi Chu Tạo cho rằng việc mình được chữa khỏi bệnh là do Thiên Chúa cũng như lời cầu nguyện của mọi người. Ba ngày sau khi trở về Việt Nam, ông mừng lễ sinh nhật lần thứ 89 với cộng đoàn giáo dân Phát Diệm tại miền Nam. Tham dự lễ này cũng có 2 giám mục: giám mục Giáo phận Xuân Lộc Phaolô Maria Nguyễn Minh Nhật và giám mục Luy Phạm Văn Nẫm, giám mục phụ tá Tổng giáo phận Thành phố Hồ Chí Minh.
Giám mục Phaolô Bùi Chu Tạo xin Tòa Thánh về hưu ngày 15 tháng 7 năm 1998 và được Tòa Thánh chuẩn thuận vào ngày 15 tháng 10 năm 1998 và chính thức có hiệu lực ngày 3 tháng 11 năm 1998. Sau khi được chấp thuận đơn xin hồi hưu, giám mục Bùi Chu Tạo viết Thư Chung gửi toàn thể tín hữu Công giáo giáo phận Phát Diệm, trong thư ông gửi lời cảm ơn đến mọi người đã hỗ trợ và cộng tác với ông trong suốt thời gian ông quản lý địa phận. Sau khi công bố bức thư đề ngày 1 tháng 12 năm 1988, nhiều hội đoàn, tổ chức đề nghị đến gặp giám mục Tạo nhưng đều bị ông từ chối vì lý do không còn cai quản giáo phận. Ngày 26 tháng 4 năm 2001, Bùi Chu Tạo trở bệnh viêm phổi cấp, thêm trầm trọng do ông còn sức để đẩy đờm ra khỏi cổ họng, được đưa cấp cứu tại bệnh viện Việt Đức. Sau thời gian ngắn hồi dương, ông qua đời sáng ngày 5 tháng 5 năm 2001, hưởng thọ 92 tuổi. Tham dự lễ này có 12 giám mục, 105 linh mục, hàng trăm tu sĩ nam nữ và khoảng 25.000 giáo dân. Lễ an táng cố giám mục được cử hành sau đó vào ngày 9 tháng 5. Linh cữu giám mục Bùi Chu Tạo được chuyển đến chôn cất tại Nhà thờ chính tòa Phát Diệm. Đặc biệt, vị trí chôn cất cố giám mục được đặt đúng vị trí mà hơn 60 năm trước, năm 1937, phó tế Bùi Chu Tạo nằm xuống trong nghi thức truyền chức linh mục.

## Nhận định
Giám mục Giáo phận Lạng Sơn và Cao Bằng Giuse Ngô Quang Kiệt có đánh giá vị giám mục Phát Diệm Bùi Chu Tạo:
| “ | "Đức cha già Phaolô là một tấm gương sáng về lòng mến Chúa yêu người. Người luôn luôn là một người cha đáng kính và đầy tình yêu thương con cái. Hình ảnh Người chắc chắn sẽ khắc ghi sâu trong trái tim mỗi người". | ” |

Ông Đặng Đức Tạo – Phó Chủ tịch Ủy ban nhân dân tỉnh Ninh Bình viết trong sổ tang cố giám mục:
| “ | "Vô cùng thương nhớ Đức cố Giám mục niên trưởng Phaolô Bùi Chu Tạo đã trọn đời chăn dắt Giáo hội cộng đồng Phát Diệm sống "tốt đời đẹp đạo" góp phần cùng Giáo hội Công giáo Việt Nam "Sống Phúc Âm trong lòng Dân tộc"." | ” |

Linh mục Antôn Đoàn Minh Hải, từng là giúp lễ ở cùng với giám mục Bùi Chu Tạo kể lại:
| “ | Đức cha rất gọn gàng ngăn nắp và thường xuyên nhắc nhở các chú phải sống nhân bản từ ăn uống, đi lại, trang phục, nói năng,.. | ” |

## Tông truyền
Giám mục Phaolô Bùi Chu Tạo được tấn phong giám mục năm 1959, thời Giáo hoàng Gioan XXIII, bởi:
- Giám mục Chủ phong: Giám mục Đại diện Tông Tòa Hạt Đại diện Tông Tòa Hà Nội Giuse Maria Trịnh Như Khuê.

Giám mục Phaolô Bùi Chu Tạo là Giám mục Chủ phong cho giám mục:
- Năm 1964, Giám mục Giuse Lê Quý Thanh, cố Giám mục Phó Giáo phận Phát Diệm.

Giám mục Phaolô Bùi Chu Tạo là Giám mục Phụ phong cho các giám mục:
- Năm 1977, Giám mục Giuse Nguyễn Thiện Khuyến, cố Giám mục Phó Giáo phận Phát Diệm.
- Năm 1979, Giám mục Giuse Maria Vũ Duy Nhất, cố Giám mục chính tòa Giáo phận Bùi Chu.